# Лесной (Красногвардейский район)
Лесной — посёлок сельского типа (нежилой) в Красногвардейском муниципальном районе Республики Адыгея России.
Относится к Хатукайскому сельскому поселению.

## Географическое положение
Расположен в 5 км к северо-востоку от села Красногвардейского.

## История
Основан в 1937 году работниками совхоза «Хатукайский». В 1970-х годах был отнесен к категории неперспективных и подлежал переселению. Данное мероприятие не было осуществлено.
В результате паводка, произошедшего в 2002 году на реке Кубани, посёлок был в значительной мере разрушен. Все население переселено в село Красногвардейское.

## Население
| 2002 | 2010 | 2013 | 2014 | 2015 | 2016 | 2017 |
| ---- | ---- | ---- | ---- | ---- | ---- | ---- |
| 67   | ↘0   | →0   | →0   | →0   | →0   | →0   |
| 2018 | 2019 | 2020 | 2021 | 2023 | 2024 |      |
| →0   | →0   | →0   | →0   | →0   | →0   |      |

## Улицы
- Вольная,
- Луговая,
- Центральная.